# 飯田宏作
飯田 宏作（はんだ こうさく、1856年7月9日（安政3年6月8日） - 1912年（大正元年）11月15日）は日本の裁判官、法学者、教育者、弁護士。東京弁護士会会長、和仏法律学校（現・法政大学）校長心得。

## 略歴・人物[1]
1856年（安政3年）6月8日、仙台に生れる。実父の飯田元作は仙台藩士。幼年期より才能を見込まれ、藩校の養賢堂で学ぶ。明治維新を経て、江戸昌平黌の元教授であった遠藤温（後に宮城県5区から衆議院議員）の書生となり、漢学をはじめ法律や経済を学んだ。1876年（明治9年）には司法省法学校の予科へ入学し、フランス学を修めた。さらに本科へ進むと、司法省の法律顧問であったジョルジュ・アッペールのもとで法律学を学び、1884年（明治17年）に法学士の学位を授かる。同年、大阪始審裁判所の判事として任官。1890年（明治23年）には東京控訴院の判事に昇進した。また在任中は、代言人試験委員や判事登用試験委員も務めている。1893年（明治26年）1月に判事を依願退職し、弁護士を開業。さらに東京弁護士会の会長に就任した。1897年（明治30年）12月には、和仏法律学校（現・法政大学）の校長心得に就任。1912年（大正元年）に死去、享年56。

## 主な著書
- 『刑法.総論(和仏法律学校第2期講義録)』（東京法学院、1892）
- 『刑法各論(和仏法律学校第2期講義録)』(和仏法律学校、1894)
- 『刑法各論講義(和仏法律学校第1期講義録)』（和仏法律学校、1895）
- 『日本刑法講義』（東京法学院、1890）
- 『仏和会話指南』（寛裕舎、1887）